# VCWI
VCWI staat voor Vereniging voor Chinese Wetenschappers en Ingenieurs in Nederland (荷兰华人学者工程师协会). VCWI is een onafhankelijke en non-profitorganisatie voor hoogopgeleide Chinezen die in Nederland bij een onderzoeksinstituut, universiteit, overheid of in het bedrijfsleven werken. Het is de enige Chinese organisatie in Nederland voor Chinees hoogopgeleiden professionelen en een gekozen bestuur. 
In 2012 telde VCWI vijfhonderd geregistreerde leden, wat ongeveer een derde is van alle Chinese wetenschappers en ingenieurs in Nederland. 

## Geschiedenis
VCWI werd in 1997 in Amsterdam opgericht door een aantal vooraanstaande Chinese wetenschappers en ingenieurs. Voor 2002 waren er niet veel Chinese studenten of onderzoekers in Nederland. De studenten en onderzoekers zijn hier gekomen met een beurs van de Chinese overheid of Nederlandse universiteiten. Deze 'eerste generatie Chinese wetenschappers en ingenieurs' miste een belangenorganisatie, een platform waar zij elkaar kunnen ontmoeten en ervaring uitwisselen. De vereniging werd in Amsterdam opgericht. Niet lang daarna verplaatste VCWI haar hoofdzetel naar Veldhoven omdat de oprichters in die regio werkzaam zijn. Tegenwoordig zijn de technische universiteiten belangrijke leveranciers van de leden. 
Ook in andere landen bestaan 'VCWI's'. Zo is er in Frankrijk de 'Association des Scientifiques et des Ingénieurs Chinois en France—ASICEF', in de Verenigde Staten 'The Association of Chinese Scientists and Engineers (ACSE USA)' en in Canada de 'Chinese Professionals Association in Canada (CPAC)'. Er bestaat zodoende een wereldwijd netwerk van Chinese geleerden en professionals. Maar al deze verenigingen maken geen onderdeel uit van het  'China Association for Science and Technology (CAST)', een overkoepelende organisatie van wetenschappers en ingenieurs in China.

## Filosofie en doelstelling
Aanvankelijk heeft VCWI het doel de Chinese wetenschappers en ingenieurs in Nederland een platform te bieden waar zij elkaar informeel kunnen ontmoeten. Het ledenaantal liep vanaf 2002 snel op. Vanaf dat jaar wierven de Nederlandse universiteiten en onderzoeksinstituten intensief Chinese studenten en onderzoekers. Tegenwoordig is VCWI een professionele beroepsvereniging die inhoudelijk congressen, symposia, seminars en uitwisselingen organiseert op allerlei vakgebieden, met een focus op bèta- en technische vakgebieden. VCWI streeft ernaar een netwerk te creëren voor de Chinese wetenschappers en ingenieurs in Nederland. Daarnaast promoot de vereniging ook bilaterale uitwisseling en samenwerking van de wetenschappers en ingenieurs tussen de twee naties. Ten slotte helpt de vereniging haar leden met de integratie in Nederlandse samenleving. 
In 2011 heeft VCWI besloten zich niet louter op wetenschap en onderzoek te richten. VCWI wil zijn kennis van Chinese wetenschap, onderzoek en cultuur toegankelijk maken voor Nederland. Om die brugfunctie/poortfunctie te vervullen heeft de vereniging het initiatief genomen om samen te werken met de tweede en derde generatie Chinese Nederlanders. De synergie halen uit deze twee groepen is de nieuwe doelstelling van VCWI. De sociaalmaatschappelijke functie van VCWI kan vergeleken worden met de KIVI NIRIA en Hollandsche Maatschappij der Wetenschappen. 

## Exclusiviteit
Sinds haar oprichting is de vereniging blijven groeien. De leden hebben veelal een hoog opleidingsniveau en technische achtergrond. Naar eigen zeggen heeft 42% van de leden een PhD-graad behaald. Langzamerhand komt hier ook de verbreding. Wel wil de vereniging exclusiviteit waarborgen door alleen leden te accepteren die hoger onderwijs hebben genoten (minimaal Bachelor-graad). 
De leden van VCWI bekleden belangrijke functies bij multinationals als Philips, ASML, Shell, IBM en Accenture. Hoewel de meeste leden zich in Nederland bevinden, zijn er ook veel leden geremigreerd naar China. Ook in China is VCWI een leverancier van toekomstige leiders op diverse vakgebieden en zijn drie VCWI-leden in het 1000 Talents Plan opgenomen.